# Морской торговый флот Швейцарии

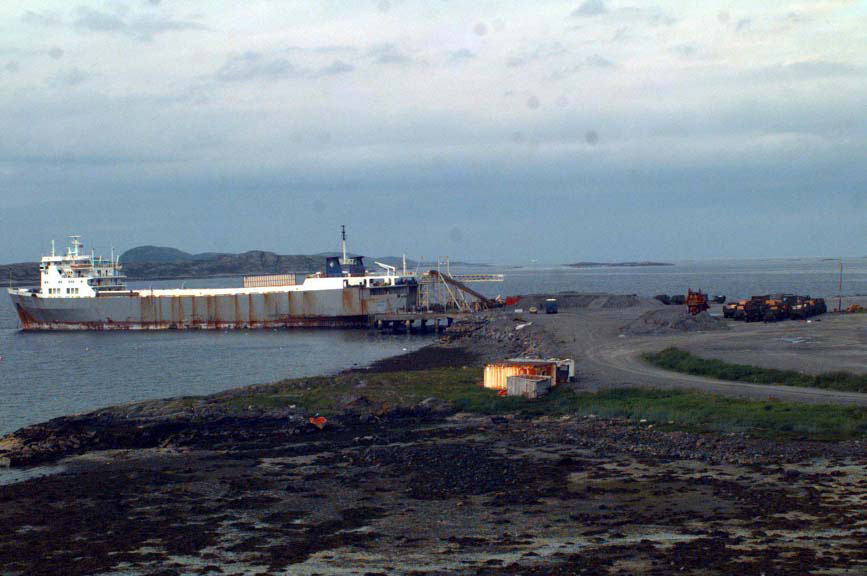
Швейцарский морской паром Villars в норвежском порту

Морской торговый флот Швейцарии — совокупность морских торговых судов, плавающих под флагом Швейцарии.

## История
Морской торговый флот у Швейцарии, не имеющей выхода к морю, появился во время Второй мировой войны, в 1941 году, для того, чтобы осуществлять морские перевозки, используя нейтральный статус Швейцарии. Но, несмотря на швейцарский нейтралитет, два швейцарских судна были потоплены британцами.
По данным на 2016 год, под швейцарским флагом плавало 49 судов, принадлежащих шести компаниям. Эти компании получают от швейцарского государства гарантии по кредитам на приобретение судов. Портом приписки швейцарских судов считается Базель.